# No Name on the Bullet
No Name on the Bullet (br.: Balas que não erram) é um filme estadunidense de 1959 do gênero western, dirigido por Jack Arnold  e estrelado por Audie Murphy, Charles Drake e Joan Evans. É uma das poucas obras desse gênero dirigida por Jack Arnold, mais conhecido por seus filmes de ficção científica na época. O filme da Universal-International conta com o astro do gênero Audie Murphy num papel de vilão, o que não era usual. O ator interpreta o pistoleiro de aluguel John Gant.

## Elenco
- Audie Murphy…John Gant
- Charles Drake…Dr. Luke Canfield
- Joan Evans…Anne Benson
- Virginia Grey…Roseanne Fraden
- Warren Stevens…Lou Fraden
- R.G. Armstrong…Asa Canfield
- Willis Bouchey…Xerife Buck Hastings
- Edgar Stehli…Juiz Benson
- Simon Scott…Henry Reeger
- Karl Swenson…Earl Stricker
- Whit Bissell…Thad Pierce
- Charles Watts…Sid, o bartender
- John Alderson…Ben Chaffee
- Jerry Paris…Auxiliar de xerife Harold Miller
- Russ Bender…Jim, o lojista

## Sinopse
John Gant chega a uma pequena cidade do Oeste e se hospeda no hotel, dizendo que ali ficará por alguns dias. Ao dizer seu nome ao atendente, é ouvido por outras pessoas. A notícia se espalha pela cidade, pois Gant é um conhecido pistoleiro de aluguel, que age sempre da mesma maneira: fica à espera durante dias, até o momento ideal de ir atrás e matar a sua vítima, a qual ele nunca diz quem é. Vários moradores ficam nervosos pois acham que Gant está atrás deles. O médico Canfield é um dos poucos que parece não se preocupar com o pistoleiro, mas se incomoda com o comportamento das pessoas que passam a agir de forma nervosa e irracional. E com isso resolve confrontar Gant.

## Recepção
O filme passou a ser considerado como um dos melhores filmes de Murphy, entre seus fãs, incluindo o diretor Joe Dante. O escritor Jeff Stafford afirmou que, "ao contrário da maioria dos westerns anteriores de Murphy, No Name on the Bullet tem uma vantagem filosófica que o torna mais próximo de The Seventh Seal (1957) de Ingmar Bergman do que um faroeste de seis pistolas como Destry (1954)".